# Ясусі Іноуе
Ясусі Іноуе (6 травня 1907 — 29 січня 1991) — японський прозаїк, поет і есеїст, найбільш відомий історичними та автобіографічними творами.

## Біографія
Народився в 1907 р. у м. Асахікава (Хоккайдо), з трьох років жив у Югасімі, звідки був родом його батько. У старшій школі захопився дзюдо і занехаяв навчання, але почав писати вірші, що друкувалися в журналі «Ніхонкай сідзін» («Поети Японського моря»). У 1930 р. вступив на відділення англійської мови Кюсюського університету, проте навчався недбало. У 1932 перевівся на відділення філософії в Кіотському університеті, який закінчив у 1936 р., захистивши дипломну роботу на тему поезії Поля Валері.
З 1933 р. Іноуе регулярно бере участь у літературному конкурсі газети «Майніті», і отримує кілька нагород, а оповідання «Переселення душ» (1936) дістає премію ім. Камео Тіби. Після публікації Іноуе запросили на роботу в редакцію «Майніті» в Осаці, де він працював з перервою на службу в армії в 1937 р. Служив у Китаї, звільнився через хворобу. З 1938 р. відповідав у газеті за відділ релігій, з 1939 керував відділом літератури і мистецтв. У 1948 році був переведений у Токійське відділення.
Після війни Ясусі Іноуе зосередився на поезії, деякі з віршів згодом послужили йому темою прозових творів. У 1949 р. вийшло друком оповідання «Бій биків», яке у 1950 було нагороджене премією ім. Акутаґави. У 1951 р. він залишив журналістську роботу в «Майніті» й зосередився на літературній праці. Майже до кінця 50-х писав переважно твори суспільної і романтичної спрямованості, в подальшому зосередився на трьох головних напрямках: історична белетристика, автобіографічні твори і твори про сучасність, частково сатиричні. Ясусі Іноуе відвідав КНР у складі японської делегації діячів культури ще до встановлення її дипломатичних стосунків з Японією, багато подорожував по Європі, США, СРСР (переважно Середня Азія), країнах Близького Сходу, Індії, що згодом знаходило відображення в творах на історичні теми.
Першими історичними романами, що дістали визнання, були роман «Черепиці Темпьо» (літературна премія Міністерства освіти, 1958 р.) і «Дуньхуан» (премія «Майніті», 1960 р.). Романи «Вітер, ліс, вогонь, гора», «Воєнні хроніки Санади», «Володарка фортеці Йодо» (премія імені Номи, 1961 р.), «Імператор Го-Сіракава», «Принцеса Нуката» присвячені відомим персонажам різних історичних періодів Японії, «Лоулань» і «Легенда про Ян Ґуйфей» — героям різних періодів у історії Західного Китаю, нарешті, «Синій вовк» (читацька премія «Бунґей сюндзю» 1960 р.) та «Вітер і хвилі» (премія «Йоміурі» 1964 р.) змальовують Чингісхана і Хубілая. «Діаріуш ченця на прозвання Просвітлення Первобутнє» (літературна премія Японії, 1982 р.), де описана таємниця смерті чаювального майстра Рікю Сен, яку намагається розгадати його учень, відображає думки письменника про творчість і мистецтво. Перу Іноуе належить також белетризована біографія Конфуція (премія імені Номи, 1982 р.).
В автобіографічних романах «Сіробамба», «Літні трави, зимові хвилі» та «Північне море» описане дитинство героя, Косаку Іноуе, в Юґасімі (префектура Сідзуока), навчання в старшій школі в Нумадзу та рік після невдалої спроби вступу до університету. «Цвинтар і ямс», «Дорога», «Демонські оповідки», «Записки сезону цвіту бросквини» змальовують зрілі роки письменника та його навколишній світ в реалістичній манері. В останні роки життя Ясусі Іноуе створив трилогію, присвячену матері: «Під квітами», «Місячне світло» і «Снігова поверхня».
Повне зібрання творів видавництва «Сінтьося» 1995 – 2000 р. видання налічує 28 томів (плюс один додатковий). Шість романів і п’єса були опубліковані посмертно в 2019 році. За численними творами письменника поставлені повнометражні фільми і телесеріали: «Мисливська рушниця», «Чорний прибій», «Скам’янілість», «Самурайські корогви» (за романом «Вітер, ліс, вогонь, гора»), «Дуньхуан», «Смерть чаювального майстра», «Чингізхан», «Воїн і вовк», «Хроніки моєї матері» та багато інших.
У 1964 р. Іноуе Ясусі став дійсним членом Академії Мистецтв Японії, в 1969 був номінований на Нобелівську премію, а в 1976 дістав звання Заслуженого діяча культури та нагороджений орденом Культури. У 1981 — 1985 рр. був головою японського відділення ПЕН-клубу.
Помер письменник у Токіо в 1991 році. Його меморіальний музей діє в Асахікаві (Хоккайдо), а літературний музей його імені — в Наґаїдзумі (Сідзуока).